# Friedrich Lippmann (Kunsthistoriker)
Friedrich Lippmann (geboren 6. Oktober 1838 in Prag, Kaisertum Österreich; gestorben 2. Oktober 1903 in Berlin) war ein österreichisch-deutscher Kunsthistoriker.

## Leben
Lippmann wurde als der jüngste Sohn eines wohlhabenden Fabrikbesitzers in Prag geboren. Dort erhielt er teils auf dem Gymnasium, teils durch Privatunterricht seine wissenschaftliche Ausbildung. Für die Musik hatte er eine besondere Veranlagung und Interesse.
Fern der gewöhnlichen jugendlichen Vergnügen lebte er angewiesen auf die Gesellschaft seines Vaters und seiner kranken größeren Schwester. Er entwickelte eine Begeisterung für den Sport und betätigte sich darin bis in seine späten Jahre hinein. Er war Reiter, ein vorzüglicher Fechter, Bergsteiger, Radler und vor allem leidenschaftlicher Ruderer. Lippmanns Vater brachte seiner Gesundheit sowie der Freude an der Kunst halber die Winter meist im Süden zu, besuchte auch einen Kursus an der Wiener Akademie. Der Sohn begleitete ihn stets, so auch nach Italien. Das im Knaben dadurch geweckte Interesse an der Kunst wurde mit der Zeit ein Interesse am Sammeln von Kunstwerken.
Nach guter Absolvierung des Abiturs erfolgte 1856 sein Examen in Staats- und Rechtswissenschaften an der Universität Prag. Ein Studium der Kunstgeschichte gab es zu jener Zeit noch nicht. So sammelte er seine Kenntnisse während seinen Reisen nach Frankreich und England, namentlich in den Kunstsammlungen in Paris und London und setzte so seine Studien, die er in Wien im Belvedere, in der Albertina und in der kaiserlichen Bibliothek begonnen hatte, mit größtem Eifer fort.
Er trat 1867 in den Verband der Österreichischen Museen ein, erst als Korrespondent, später ab 1868 als Kustos. Das von Rudolf Eitelberger gegründete Museum für Kunstgewerbe wurde von Lippmann in wahrer Sammlerleidenschaft bestückt. Nachdem jedoch Eitelberger mehr wissenschaftliche Arbeiten, Inventurarbeiten und Vorlesungen forderte, wurde Lippmann letzten Endes die Freude an der Mitarbeit am Museum immer mehr verleidet.
Als 1872 in Berlin Kronprinz Friedrich Wilhelm Protektor der Berliner Museen wurde, sollten viele unbesetzte Direktorenposten mit jüngeren Kräften besetzt werden. Freunde und Berufsgenossen wussten auf Lippmann derart aufmerksam zu machen, dass Anfang November 1876 seine Berufung als Direktor des Kupferstichkabinettes nach Berlin erfolgte. Zur Erlangung der wissenschaftlichen Legitimation in Form des Doktortitels entstand seine Arbeit Die Anfänge der Formschneidekunst und des Bilderdruckes. Es gelang Lippmann schließlich, durch seine Kenntnisse und Verbindungen eine Dürer-Sammlung aufzubauen, welche nur der Sammlung der Albertina in Wien nachsteht.
Lippmanns Publikationen, meist erstellt aus dem Material des Berliner Kabinetts, waren weniger wissenschaftlich, dafür umso mehr künstlerisch gestaltet. Bedeutend und einflussreich sind seine Publikationen mit Nachbildungen nach Zeichnungen, Stichen und Holzschnitten. Unerreicht bleiben seine Publikationen der Dantezeichnungen Botticellis, der Stiche und Holzschnitte Cranachs, der Zeichnungen Dürers sowie der Handzeichnungen Rembrandts.
Sein Wissen, sein Gefühl für die Kunst und sein gewinnbringender Umgang, seine Kontakte zu den Museen und Sammlern in aller Welt gelten als einzigartig.

## Publikationen

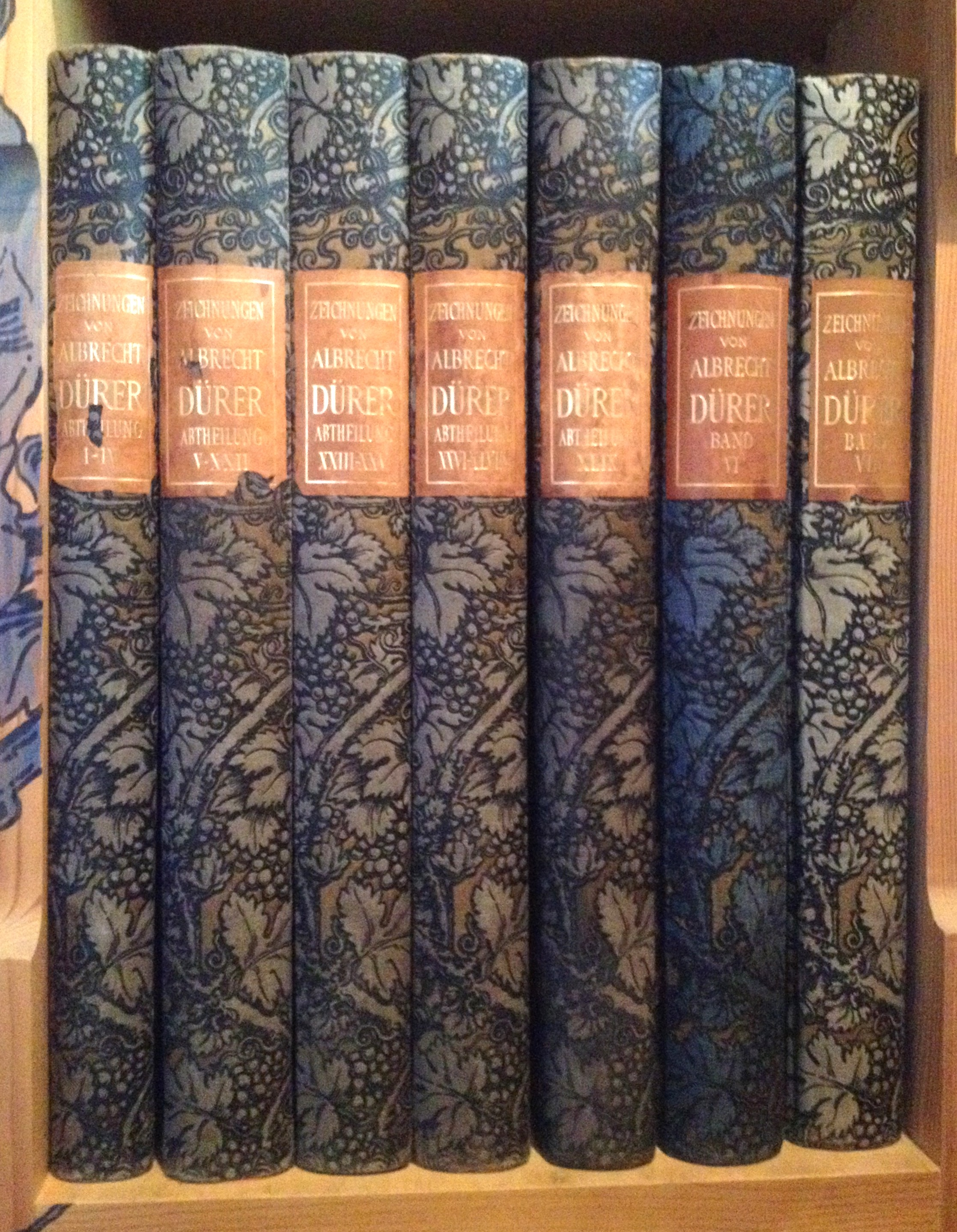
„Zeichnungen von Albrecht Dürer“, Friedrich Lippmann (Hrsg.), Abbildung aller sieben Bände

- mit Joseph Meder, Friedrich Winkler (Hrsg.): Zeichnungen von Albrecht Dürer in Nachbildungen (Lichtdruckfaksimile). G. Grotesche Verlagsbuchhandlung Berlin, 1883–1929, (Groß-Folio).
  - Bd. 1: (F. Lippmann, 1883) Abteilung I–IV (Sammlung Kupferstichkabinett Berlin, Sammlung William Mitchell, John Malcolm of Poltalloch, Frederick Locker)
  - Bd. 2: (F. Lippmann, 1888) Abteilung V–XXII (Sammlungen in Bremen, Braunschweig, Coburg, Weimar, Hamburg, Graz, London, Prag, Düsseldorf, Berlin, Budapest, Bamberg, Frankfurt, München, Dresden und Darmstadt)
  - Bd. 3: (F. Lippmann, 1894) Abteilung XIII–XXV (Sammlungen der Museen in London und Paris)
  - Bd. 4: (F. Lippmann, 1896) Abteilung XXVI–XLVIII (Sammlungen in Chantilly, Paris, Schloss Windsor, Oxford, Chatsworth, Warwick, London, Turin, Wien, Prag, Erlangen, Karlsruhe und Berlin)
  - Bd. 5: (J. Meder, 1905) Abteilung XLIX (Sammlung in der Albertina in Wien) (nach Lippmanns Tod erschienen)
  - Bd. 6: (F. Winkler, 1927) Abteilung VI (Lehrjahre und Reisen) (nach Lippmanns Tod erschienen)
  - Bd. 7: (F. Winkler, 1929) Abteilung VII (Nürnberger Jahre und Reisen) (nach Lippmanns Tod erschienen)
- mit Cornelis Hofstede de Groot (Hrsg.): Zeichnungen von Rembrandt Harmensz van Rijn In den Original-Farben nachgebildet durch Emrik & Binger in Haarlem. Erste Folge: Lieferung I–IV. 200 Zeichnungen in 4 Mappen (Leinwand), nummeriert von 1–200. Jede Mappe umfasst 50 Zeichnungen. Die Erstauflage erschien in Berlin in 1888–1892. Die zweite, unveränderte Auflage ist herausgegeben unter der Leitung von C. Hofstede de Groot und wurde nur in 75 Exemplaren gedruckt.
- Der Kupferstich. W. Spemann, Berlin 1893.
- (Hrsg.): Lucas Cranach – Sammlung von Nachbildungen seiner vorzüglichsten Holzschnitte und seiner Stiche, G. Grote´sche Verlagsbuchhandlung, Berlin 1895 (Digitalisat).